# Équipe de Grenade féminine de volley-ball
L'équipe de Grenade de volley-ball féminin est composée des meilleures joueuses Grenadines sélectionnées par la Fédération grenadine de Volleyball (Grenada Volleyball Association, GVA). Elle n'est actuellement pas classée par la Fédération Internationale de Volleyball au 15 janvier 2010.

## Sélection actuelle
Sélection pour les qualifications aux Championnats du monde 2010.

Entraîneur : Raphael Brathwaite  ; entraîneur-adjoint : Adam Lafeuillee 

## Palmarès et parcours

### Palmarès
Néant.